# دوستت دارم، دوستت ندارم
دوستت دارم، دوستت ندارم (به انگلیسی: I Love You, I Love You Not) فیلمی محصول سال ۱۹۹۶ و به کارگردانی بیلی هاپکینز است. در این فیلم بازیگرانی همچون ژن مورو، کلر دینز، جود لا، جیمز ون در بیک، جولیا استایلز و رابرت شان لئونارد ایفای نقش کرده‌اند.